# Kururunfa
 (mars 2023).
Si vous disposez d'ouvrages ou d'articles de référence ou si vous connaissez des sites web de qualité traitant du thème abordé ici, merci de compléter l'article en donnant les références utiles à sa vérifiabilité et en les liant à la section « Notes et références ».
Le Kururunfa (du Chinois Kun Fun Fan) provient d'un kata chinois appelé Kun Lu. Dans ce kata, les manœuvres d'esquive et les mouvements rapides sont primordiaux ; on y met en pratique 3 types d'esquives : le glissement de côté, les mouvements en zigzag et les mouvements d'esquive de hanche. Tous ces mouvements sont exécutés avec vitesse et souplesse. 
Le nom chinois de ce kata provient de l'art martial enseigné dans le temple bouddhiste du Mont Kun Lun (ou Kundun). Le nom japonais proviendrait d'une guide de montagne du nom de Yama Gamae.